# Prionailurus rubiginosus
O gato-ferrugem ou gato-ferrugem-pintado (nome científico: Prionailurus rubiginosus) é uma espécie de felídeo de pequeno porte, encontrado apenas na Índia e Sri Lanka. Tem sido classificado como "espécie vulnerável" pela IUCN, e, em 2002, a população efetiva era de menos de 10 000 indivíduos, com nenhuma subpopulação maior do que 1000 animais. Além disso, duas subespécies são reconhecidas: Prionailurus rubiginosus rubiginosus (da Índia) e Prionailurus rubiginosus phillipsi (do Sri Lanka).